# Anton Oliver
Pour les articles homonymes, voir Oliver.

a Compétitions nationales et continentales officielles uniquement.

b Matchs officiels uniquement.
Dernière mise à jour le 18 septembre 2018.
Anton Oliver, né le 9 septembre 1975 à Invercargill (Nouvelle-Zélande), est un ancien joueur de rugby à XV néo-zélandais. Il évoluait au poste de talonneur (1,84 m pour 111 kg).
Cet International néo-zélandais a fait partie des All Blacks qui ont participé aux Coupes du monde de rugby à XV 1999 et 2007.

## Biographie
Fils de l'ancien All Blacks Frank Oliver, Anton Oliver fait ses débuts par le rugby universitaire en représentant l'équipe de Marlborough Boy's College en 1993 avant de rejoindre l'université d'Otago à Dunedin en 1994. C'est à cette époque qu'il rejoint le club Otago Rugby Football Union qui dispute le championnat des provinces, le NPC. Il jouera de 1994 à 2007 pour la province d'Otago remportant le NPC en 1998. À partir de 1996, il est sélectionné pour représenter la franchise des Highlanders dans le Super 12 avec qui il jouera 127 matchs de 1996 à 2007.
Après avoir été de la plupart des sélections néo-zélandaises de jeunes, Anton Oliver honore sa première cape internationale en équipe de Nouvelle-Zélande le 14 juin 1997 contre l'équipe des Fidji. À partir de 1998, il devient titulaire en lieu et place de Norman Hewitt et participe à la Coupe du monde 1999. Après avoir été capitaine de l'équipe de Nouvelle-Zélande des moins de 19 ans (1993-1994), de l'équipe de Nouvelle-Zélande des moins de 21 ans (1994 à 1996), Anton est nommé dix fois capitaine des All Blacks en 2001. Son père Frank Oliver avait aussi été capitaine des All Blacks en 1978.

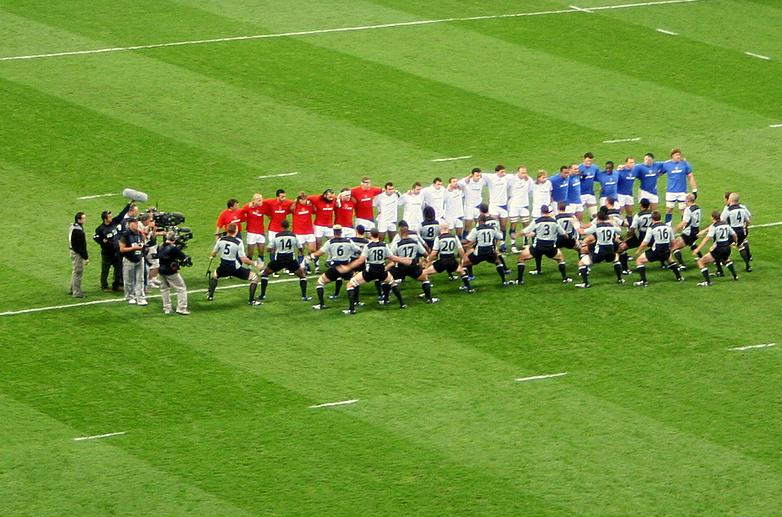
Quart-de-finale France - All Blacks en 2007.

En 2003, il est écarté des All Blacks par John Mitchell et ne dispute pas la Coupe du monde 2003. Il fait son retour en sélection fin 2004. À la suite de la Coupe du monde 2007, il signe un contrat avec le RC Toulon, ce qui sonne le glas de sa carrière internationale (les All Blacks étant en contrat avec la Fédération néo-zélandaise, sont obligés de jouer pour une province néo-zélandaise). Avec les All Blacks, Oliver a remporté les Tri nations 1999, 2006 et 2007. Il a compté trois victoires contre l'équipe de France en 2003, 2004 et 2006.
Il a annoncé le 16 avril 2008 qu'il mettrait un terme à sa carrière à la fin de la saison pour entrer à l'université d'Oxford où il étudiera l'écologie. Il y décrochera un master en biodiversité, environnement et management.

## Carrière

### En club
- 1993 : Marlborough Boys'College  Nouvelle-Zélande
- 1994-2006 : Otago University  Nouvelle-Zélande
- 2007-2008 : RC Toulon  France

### En province
- 1993 : Marlborough (NPC)  Nouvelle-Zélande
- 1994-2006 : Otago (NPC)  Nouvelle-Zélande

### En franchise
- 1996-2007 : Highlanders (Super 12 puis Super 14 depuis 2006)  Nouvelle-Zélande

### En équipe nationale
Il a honoré sa première cape internationale en équipe de Nouvelle-Zélande le 14 juin 1997 contre l'équipe des Fidji. Avec les Kiwis, il dispute deux Coupe du monde en 1999 et en 2007. Il participe à six éditions du Tri-nations en 1998, 1999, 2000, 2001, 2006 et 2007.

## Statistiques en équipe nationale
De 1997 à 2007, Anton Oliver compte 59 sélections avec les All-Blacks, inscrivant 15 points, soit 3 essais. Il compte une sélection en 1997, 7 en 1998, 11 en 1999, 10 en 2000, 10 en 2001, 2 en 2003, 2 en 2004, 2 en 2005, 6 en 2006 et 8 en 2007. En Coupe du monde, il joue cinq match (Tonga, Angleterre, Écosse, France, Afrique du Sud) lors de l'édition 1999 et quatre matchs (Italie, Portugal, Écosse, France) lors de l'édition 2007.

### En équipe nationale
De 1997 à 2007, Anton Oliver compte 59 sélections avec les All-Blacks, inscrivant 15 points. Avec les Kiwis, il dispute deux Coupe du monde en 1999 et 2007. Il participe à six éditions du Tri-nations en 1998, 1999, 2000, 2001, 2006 et 2007.

## Palmarès

### En club
- Champion de France de Pro D2 : 2008

### En province
- Vainqueur de la NPC : 1998 avec Otago

### En équipe nationale
- Vainqueur du Tri-nations : 1999, 2006 et 2007

## Vie privée
Très engagé dans les causes écologiques, il parraine une association de défense du manchot à œil rouge, une espèce menacée de disparition.